# 田納西州第一步兵團
田納西州第一自願步兵團（1st Tennessee Volunteer Infantry Regiment）是美國南北戰爭時邦聯軍隊中的一支步兵團。

## 成立
田納西州第一步兵團，又名邦聯第一步兵團（1st Confederate Infantry），於1861年4月29日在林區堡（Lynchburg）正式為邦聯軍服務。

## 隸屬
第一步兵團是第三兵團中，詹姆斯·亞瑟（James Archer）准將之軍旅中的一個步兵團，參與過不少主要戰役。

## 戰役
- 第一次馬納沙斯之役
- 威廉斯堡之役
- 七松坡之役
- 第二次馬納沙斯之役
- 弗雷德里克斯堡之役（Fredericksburg）
- 蓋茨堡戰役
- 北安娜之役
- 冷港之役
- 彼得斯堡圍城戰
- 阿波馬托克斯郡府之役

### 蓋茨堡之役
1863年7月1日，第三兵團首先入城搜尋鞋類補給，與聯邦軍相遇而為蓋茨堡之役掀開序幕。
北軍向作先鋒的亞瑟准將之軍旅發動攻擊，但不敵而後撤一哩半。南軍火炮抵達，向北軍開火，掩護亞瑟軍旅之步兵團部署。田納西州第一步兵團與阿拉巴馬州第十三步兵團渡過小溪，在斜坡後方遭受隸屬黑旅的威斯康辛州第七步兵團之頑抗。30分鐘後，印第安纳州第十九步兵團趕至支持對田納西州第一步兵團的攻擊，奪取其軍旗。

## 外部連結
- http://www.keathleywebs.com/scv/1st_tenn.html （页面存档备份，存于） 田納西州第一自願步兵團之歷史
- http://www.oldgloryprints.com/The%20Unconquered%20-%201st%20Tennessee%20CSA.htm （页面存档备份，存于） 田納西州第一自願步兵團於蓋茨堡